# No vayas a atender cuando el demonio llama
No vayas a atender cuando el demonio llama —estilizado en mayúsculas; y también por sus siglas como NVAACEDL — es el sexto álbum de estudio de la cantautora argentina Lali, lanzado el 29 de abril de 2025 bajo el sello de Sony Music. Para la composición de las canciones, colaboró con Martín D'Agosto y Mauro De Tommaso, con quienes ya había trabajado en su anterior trabajo Lali (2023), y sumó la incorporación BB Asul, Juan Giménez Kuj y Don Barreto, entre otros, mientras que la producción quedó a cargo de De Tommaso y Barreto. Musicalmente, marca un cambio de dirección respecto de los trabajos anteriores de Lali, con un sonido impregnado de rock, pop rock y electropop con influencias de rock alternativo, rock electrónico, glam rock, hard rock, punk rock, pop punk y música disco.
El álbum recibió elogios de la crítica por su producción y composición introspectiva, así como por la incursión de Lali en el género rock, considerándolo como su álbum más sincero hasta la fecha. Comercialmente logró debutar en el primer puesto en Argentina, marcando el sexto número uno de la artista en el país, y se mantuvo en la cima del listado durante siete semanas no consecutivas, lo que lo convirtió en el álbum con mayor permanencia en el primer lugar en 2025. Además, seis de sus pistas ingresaron al Argentina Hot 100, incluyendo una colaboración adicional, lo que llevó a la artista a tener siete canciones simultáneas en la lista.
Posteriormente, la cantante inició el Lali Tour 2025 en mayo, con fechas programadas inicialmente en Argentina y posteriores actuaciones en América Latina y Europa.

## Antecedentes
En abril de 2023, Lali concedió una entrevista a El País, donde habló sobre la producción de su quinto álbum homónimo. La cantante destacó el tema «Sola», grabado en Uruguay, que funciona como «un outro» y adelantó que «es una rendija para espiar su sonido del futuro». Ese año, Lali realizó su gira Lali Tour por varios países, centrándose en festivales europeos. En julio, adelantó en una entrevista con Shangay que estaba trabajando en un nuevo álbum, inspirada en «los clásicos de siempre» con sonidos de los años 80 y 90, como Donna Summer y Cher. Buscaba sonidos con la música disco y «lo grandilocuente». Para este proyecto, se reunió con Mauro De Tommaso y Martín D'Agosto, quienes habían colaborado en su anterior álbum. Sin embargo, inicialmente exploraron un sonido más irreverente, pero finalmente decidieron fusionar el rock con el pop que caracteriza a Lali, cambiando así su rumbo sonoro original.
En mayo de 2024, Lali colaboró con el productor Cachorro López en una nueva versión de la canción «Mil horas», originalmente incluida en el álbum Vasos y besos (1983) de Los Abuelos de la Nada, del cual López formó parte del grupo de rock. Posteriormente, la misma fue incluida en el álbum Éxtasis total (2024), un álbum que homenajea la banda con nuevas versiones de los temas clásicos. En una entrevista con TMH, habló sobre el videoclip inspirado en la década de 1960 y reveló detalles sobre la decisión que quería tomar con su próximo álbum:

[El clip] conecta con una estética y una exploración musical que no estaba prevista inicialmente, pero encaja de maravilla con el álbum en el que estoy trabajando. Este álbum está profundamente arraigado en la esencia del rock argentino. Si bien suelo hacer música pop con influencias electrónicas y dance, en este sexto álbum incorporamos sonidos y elementos de los setenta y ochenta.

En septiembre del mismo año, anunció en sus redes sociales que el lanzamiento del sencillo principal del álbum, «Fanático». Ese mismo mes, la artista concedió una entrevista a la revista Shangay, donde habló sobre el cambio de rumbo que tomó su disco, que inicialmente estaba apuntado hacia otro género y la naturalidad con la que decidió el cambio. Además, habló sobre los géneros musicales que podrían estar presentes en el álbum y confirmó futuras colaboraciones, lo que marcaría su regreso a las colaboraciones desde su álbum Libra (2020), ya que su último álbum no había incluido ninguna. Posteriormente, en enero de 2025, la periodista Leila Guerriero, reveló algunos detalles sobre el contenido del próximo trabajo, mencionando posibles canciones que podrían incluirse en el disco, entre ellas «Lokura», «Libertad» y «Mejor que vos». Asimismo, Guerreiro mencionó que el álbum estaría listo para su lanzamiento en abril del mismo año.
El 31 de marzo, la artista compartió a través de sus redes sociales la portada, estética y título de su nuevo álbum, No vayas a atender cuando el demonio llama, así como la lista de canciones que lo componen. Sin embargo, en principio, no reveló las colaboraciones que incluiría el mismo. Una semana después del anuncio inicial, se habilitó el pre-guardado del álbum en Spotify, revelando las colaboraciones que formarían parte del mismo, entre las que se confirmaron nuevamente Miranda! en «Mejor que vos», previamente lanzada como tercer sencillo, y se sumaron Duki en «Plástico» y Dillom en «33».

## Concepto

### Título y concepto
En una entrevista con Vogue, Pablo Cerezo, director creativo del álbum, explicó que el concepto del álbum se centra en desafiar las expectativas y adoptar una actitud de rebeldía. Según Cerezo, la elección del título del álbum refleja esta idea, ya que optaron por un nombre largo que no se presta para ser utilizado como hashtag. Por su parte, la cantante compartió en una entrevista su perspectiva sobre el título, destacando que tiene dos posibles interpretaciones debido a su doble significado. Puede ser visto como una advertencia sobre lo negativo que no se quiere enfrentar o, de manera irónica, como una invitación a enfrentar desafíos. Según Lali, ambas perspectivas ofrecen un aprendizaje valioso, ya que enfrentar los desafíos puede ser beneficioso para el crecimiento personal.

### Portada

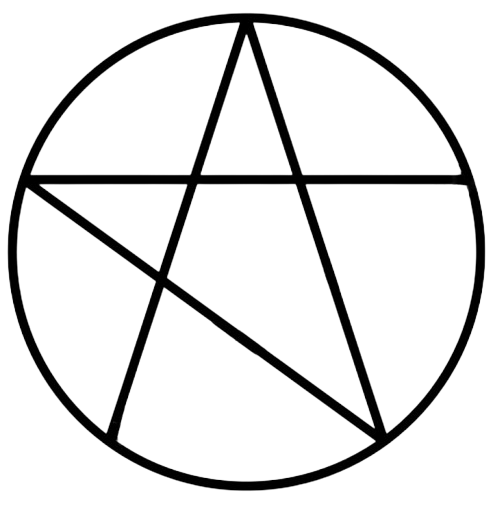
Símbolo de estrella similar al utilizado en la portada del álbum.

La edición estándar del álbum, bajo la dirección creativa de Pablo Cerezo, presenta una imagen provocativa de la cantante. En la portada, se muestra un primer plano del abdomen marcado de la artista, luciendo pantalones vaqueros y un cinturón de cuero con un círculo de metal central que lleva grabado el título del álbum y un símbolo en forma de estrella. Este símbolo es una reinterpretación del pentagrama del sello de Baphomet, invertido y modificado para asemejar una estrella con un lado menos, que al deconstruirse forma la palabra «LALI». La imagen también revela un sostén de red con aberturas y strass, en color negro, a juego con las tiras de su ropa interior con detalles brillantes en la cadera. La contraportada mantiene la misma estética, con una fotografía de la parte trasera de la cantante, donde se pueden ver los títulos de las canciones impresos en un pequeño rectángulo en su pantalón. Este es el primer álbum de estudio de Lali que no presentó su rostro en la portada. Sobre esta decisión, Cerezo comento en una entrevista que «no poner la cara de ella es un acto rebelde; porque hoy la industria te pide la cara del artista para vender. Y nosotros decidimos poner el torso de Lali y no su cara».
El arte del álbum ha sido objeto de análisis en diversos medios especializados. Tanto Diego Mancusi de Rolling Stone como Julieta Otero de Vogue han destacado las influencias visuales del diseño. Mientras que Mancusi señala que el arte «cita veladamente la tapa de Like a Prayer (1989) de Madonna», Otero encuentra similitudes con la portada de Sticky Fingers (1971) de The Rolling Stones y también con Like a Prayer, resaltando los detalles pop y sensuales que recuerdan a esta última. Por su parte, Joaquín Bahamonde de Infobae destacó que la figura de la estrella recuerda a la estética de Madonna y comentó que «muestra cómo la cantante se apropia de elementos de la cultura pop para redefinirlos y adaptarlos a su visión personal».

## Contenido musical

### Géneros e influencias
Musicalmente, No vayas a atender cuando el demonio llama abarca géneros como el rock, pop rock y electropop, además de incluir elementos de rock alternativo, rock electrónico, glam rock, hard rock, punk rock, pop punk y música disco. Este álbum marca un cambio de dirección en comparación con los trabajos anteriores de Lali, alejándose de los sonidos característicos de Lali (2023), que se destacó por influencias del hyperpop, dance y EDM de los años 2000, así como de los sonidos del pop latino, reguetón y trap latino presentes en Brava (2018) y Libra (2020).

### Canciones
La canción «Popstar» abre el álbum con una introducción que se extiende durante más de un minuto con estilo reminiscente de las telenovelas infantiles argentinas de los 90, con un sonido dulce y coros de niños que recuerdan a Xuxa. La letra se presenta como un homenaje al pasado telenovelesco de la cantante, con un tono irónico que se burla de las críticas que recibió durante todo este tiempo, considerándolo como una respuesta a quienes la criticaron en el pasado. La segunda pista del álbum es «Lokura» es un tema rock que inicia con un riff de guitarra y un pulso de tecnoblues, que evoca una combinación de la oscuridad de Depeche Mode en Songs of Faith and Devotion (1993) con el estilo de la música de apertura de la serie estadounidense de True Blood. La letra homenajea a Pablo «Locura» Villanueva, por quien Lali tuvo un amor platónico durante su infancia, y quien era un reconocido hicha y barra brava del club de fútbol Club Atlético Huracán; «un barra peligroso y a la vez muy amoroso» según la cantante, del barrio de Parque Patricios. «No me importa», la tercera canción, es un «manifiesto de rebeldía» que destaca por su energía y actitud, recordando a temas de pop punk y punk rock. La base musical es intensa, con una gran carga de distorsión y energía rebelde. Su sonido ha sido comparado con el de bandas del rock nacional argentino como Babasónicos e Intoxicados, y artistas internacionales como Pink o Avril Lavigne.

## Recepción

### Comentarios de la crítica
Sebastián Espósito de La Nación consideró que el álbum es su obra más madura y aseguró que «es su disco más Lali», donde «se la observa locuaz, sensual, divertida». Además, señaló influencias de Charly García en el disco y destacó una «energía saynomoreana» en el listado de canciones. Lucas Terrazas de Infobae lo describió como «un álbum cuya identidad sonora poderosa y letras exploran lo oscuro, lo sensual y lo incómodo sin filtros» y destacó «33» como una de las mejores canciones del disco. Brenda Petrone Veliz de La Voz del Interior elogió los sonidos ochenteros e influencias del rock nacional, destacando su producción «ácida, irónica, incómoda y atrevida», así como su mensaje trascendental, que fluctúa entre lo «oscuro e introspectivo» y lo «eléctrico y rebelde». Marcelo Fernández Bitar de Clarín señaló que el álbum refleja «un sonido y una actitud diferente, donde el estilo pop toma un costado más rockero y rebelde», y subrayó la evolución artística de Lali. De igual manera,  David Guillán de Tiempo Argentino elogió que la combinación de elementos eléctricos con esencia pop, destacó las «colaboraciones explosivas» y su mensaje de resistencia. Jota B. Ponsone, de la Página/12, opinó que el álbum muestra la madurez artística de la intérprete y lo consideró su trabajo más destacado en términos musicales, líricos y compositivos.
Yanet Ingravallo de Todo Noticias describió el álbum como «ambicioso» y «desafiante», y señaló que marca un punto de inflexión en la carrera de Lali. Lucía Riva Palacio Smith, de Rolling Stone en Español, destacó que las colaboraciones «refuerzan la personalidad del álbum» y mencionó los tres interludios como un elemento notable en su contenido. Priscila Bertozzi, del sitio web Latin Pop Brasil, se refirió a él como «la obra maestra de su carrera». Rocío Pascal, del sitio RedBoing, señaló que la artista «expone su parte más humana» en sus canciones, y afirmó que «funciona como un diario íntimo disfrazado de musical pop». Lourdes Maidana de Indie Club destacó el concepto general y la participación de los músicos, señalando que aportan «una textura fresca y experimental». También destacó que su propuesta «trae algo distinto que dentro de su mundo musical, rompe todas las estructuras y se reinventa». Macarena Liguori de Vía País destacó la fusión de estilos, que abarca desde el pop hasta el rock, «sin dejar de lado su esencia», y añadió que cada tema aporta cohesión, «suma identidad y una energía incontrolable». Samantha Plaza Monroy de Big Bang News concluyó que la obra reivindica la libertad, destaca la importancia de los amigos y vuelve a las raíces de la música argentina, promoviendo la lucha colectiva con alegría y celebración.
Entre las críticas mixtas, Celine Albornoz del Diario Río Negro destacó el cambio de rumbo que Lali experimentó, señalando que logró crear su mejor disco hasta la fecha. Aunque reconoció que «no es un proyecto perfecto», indicó que algunos detalles en canciones como «Plástico», «Tu novia II» o «No me importa» no afectan significativamente el resultado general. Por otro lado, Noelia Maldonado de La Voz del Interior destacó la capacidad de creación y trabajo de la artista, pero consideró que el disco suena en ocasiones predecible y demasiado familiar, especialmente en un país con una rica escena musical del rock que ha dado lugar a artistas destacados.

### Rendimiento comercial
En Argentina, No vayas a atender cuando el demonio llama debutó directamente en la cima de la lista de álbumes argentinos en solo dos días de seguimiento, lo que marcó su sexto álbum en alcanzar dicha posición. Tras su lanzamiento, el álbum también tuvo un impacto significativo en la lista de éxitos, con seis canciones ingresando al Argentina Hot 100. Además, la colaboración con Turf, «Loco un poco», experimentó un ascenso de once posiciones en comparación con la semana anterior. Como resultado, la artista alcanzó un total de siete canciones simultáneas en la lista, lo que representa un logro destacado en su carrera.
En su tercera semana, el álbum se mantuvo en la posición número uno en la lista argentina, y también se observó un impacto en el quinto álbum de estudio de la artista, Lali (2023), que reingresó en la lista en el puesto número cuatro. El álbum alcanzó el número uno en la lista argentina y se mantuvo en esa posición durante siete semanas no consecutivas, estableciendo un récord de permanencia en la cima de la lista.

### Reconocimientos
Previo a su lanzamiento, No vayas a atender cuando el demonio llama género gran expectativa y fue considerado por medios como La Voz del Interior, La Capital, Infobae y Rolling Stone como uno de los lanzamiento más esperados del 2025, generando gran interés entre sus seguidores.

## Promoción

### Gira musical
Previo al lanzamiento de su nuevo álbum, Lali anunció el 18 de diciembre de 2024, a través de sus redes sociales, el inicio de una próxima gira musical. En su primer comunicado, reveló que el primer espectáculo tendría lugar en el Estadio Vélez de Buenos Aires, programado para el 30 de abril de 2025. Tras agotar las entradas para la primera fecha en menos de veinticuatro horas, con una demanda de más de medio millón de personas intentando adquirir una de las 50 000 entradas disponibles, se agregó una segunda fecha para el día siguiente. Posteriormente, ambas fechas programadas inicialmente fueron reprogramadas para los días 24 y 25 de mayo debido a compromisos deportivos previamente agendados en el recinto. Además, la artista anunció una nueva fecha adicional para el 6 de septiembre.

## Lista de canciones
| No vayas a atender cuando el demonio llama |                                |                                                                                                  |                        |          |  |
| N.º                                        | Título                         | Escritor(es)                                                                                     | Productor(es)          | Duración |  |
| 1.                                         | «Popstar»                      | Mariana Espósito Isabela Teran Lieban Juan Giménez Kuj Martin D'Agosto Mauro De Tommaso          | Mauro De Tommaso       | 1:09     |  |
| 2.                                         | «Lokura»                       | Espósito Teran Lieban Giménez Kuj D'Agosto De Tommaso Federico Barreto                           | De Tommaso Don Barreto | 2:29     |  |
| 3.                                         | «No me importa»                | Espósito Teran Lieban D'Agosto De Tommaso Barreto                                                | De Tommaso Don Barreto | 2:33     |  |
| 4.                                         | «Plástico» (con Duki)          | Espósito Mauro Ezequiel Lombardo Teran Lieban Giménez Kuj D'Agosto De Tommaso Barreto            | De Tommaso Don Barreto | 2:58     |  |
| 5.                                         | «Tu novia II»                  | Espósito Adrián Rodríguez Mariano Domínguez Teran Lieban Giménez Kuj D'Agosto De Tommaso Barreto | De Tommaso Don Barreto | 2:24     |  |
| 6.                                         | «Morir de amor»                | Espósito Teran Lieban Giménez Kuj D'Agosto De Tommaso Barreto                                    | De Tommaso Don Barreto | 3:37     |  |
| 7.                                         | «Mejor que vos» (con Miranda!) | Espósito Ale Sergi D'Agosto De Tommaso                                                           | De Tommaso Don Barreto | 2:47     |  |
| 8.                                         | «No hay heroes»                | Espósito Teran Lieban Julieta Venegas                                                            | De Tommaso Don Barreto | 2:27     |  |
| 9.                                         | «Sensacional exito»            | Espósito Giménez Kuj De Tommaso                                                                  | De Tommaso             | 0:46     |  |
| 10.                                        | «Sexy»                         | Espósito Mariano Napoli Giménez Kuj Julieta Odorica D'Agosto De Tommaso Barreto                  | De Tommaso Don Barreto | 2:38     |  |
| 11.                                        | «Fanático»                     | Espósito Teran Lieban Giménez Kuj D'Agosto De Tommaso Barreto                                    | De Tommaso Don Barreto | 2:34     |  |
| 12.                                        | «Perdedor»                     | Espósito Teran Lieban Giménez Kuj D'Agosto De Tommaso Barreto                                    | De Tommaso Don Barreto | 3:41     |  |
| 13.                                        | «33» (con Dillom)              | Espósito Dilan León Masa Napoli Teran Lieban Giménez Kuj De Tommaso Barreto                      | De Tommaso Don Barreto | 3:44     |  |
| 14.                                        | «Pendeja»                      | Espósito Napoli Teran Lieban Giménez Kuj D'Agosto De Tommaso Barreto                             | De Tommaso Don Barreto | 2:50     |  |
| 15.                                        | «Fin de transmisión»           | Espósito Giménez Kuj De Tommaso                                                                  | De Tommaso             | 0:43     |  |
| 36:57                                      |                                |                                                                                                  |                        |          |  |

Notas
- Todas las canciones están estilizadas en mayúscula.
- «Tu novia II» contiene una interpolación de «¿Y qué?» (2004) de Babasónicos.
- «Morir de amor» contiene una interpolación de «El pibe de los astilleros» (1991) de Patricio Rey y sus Redonditos de Ricota.
- «Plástico» contiene un sample de «No me dejan salir» (1984) de Charly García.[39]

## Posicionamiento en listas

### Semanales
| País      | Lista                   | Mejor posición |
| --------- | ----------------------- | -------------- |
| Argentina | Argentian Top 10 Albums | 1              |

## Créditos y personal
Intérpretes y músicos
- Lali – voz principal, composición, coros
- Dillom – voz, composición
- Duki – voz, composición
- Ale Sergi – voz, composición
- Juliana Gattas – voz
- Isabela Terán Lieban – voz, composición, coros
- Juan Giménez Kuj – composición
- Martín D'Agosto – voz, composición, coros
- Mauro De Tommaso – voz, composición, coros, batería, guitarra, teclados, bajo eléctrico
- Federico Barreto – composición,  coros, teclados, batería
- Adrián Rodríguez – composición
- Julieta Venegas – composición
- Julieta Aylén Ordorica – composición
- Germán Sbarbati – coros
- Eduardo Colombo – voz
- Daniel Suárez – coros
- Juan Giménez – teclados, bajo eléctroco, guitarra
- Guillermo Salort – batería
- Santiago Nápoles – guitarra
- Francisco Gómez Lado – scratch
- Alejandro Terán – instrumentos de cuerda
- Javier Casalla – instrumentos de cuerda
- Julio Domínguez – instrumentos de cuerda
- Karmen Rencar – instrumentos de cuerda

Técnicos
- Mauro De Tommaso – producción,  ingeniería de audio
- Federico Barreto – producción, ingeniería de audio
- Dave Kutch – ingeniero de masterización
- Lewis Pickett – ingeniero de mezcla
- Isabel Rodríguez Siblesz – ingeniería de mezcla (asistencia)

Diseño y administración
- Lali: idea original
- Nikki Goldszmidt: personal manager
- Lautaro Espósito: dirección artística
- Pablo Cerezo: dirección creativa, diseño gráfico
- Karen Lusardi: diseño gráfico
- Julieta Duich: diseño gráfico (tipografía)
- Guido Adler: fotografía
- Todo Chiavassa: fotografía
- Maru Venancio: make up y vestuario
- Juanma Cativa: pelo
- Sol Jaite: asistente personal

Los créditos están adaptados de las notas de No vayas a atender cuando el demonio llama, AllMusic y Tidal.

## Historial de lanzamientos
| País      | Fecha               | Formato(s)                 | Discográfica | Ref.   |
| --------- | ------------------- | -------------------------- | ------------ | ------ |
| Mundo     | 29 de abril de 2025 | Descarga digital streaming | Sony Music   | [ 66 ] |
| Argentina | 9 de mayo de 2025   | Disco compacto             | Sony Music   | [ 67 ] |
| Uruguay   | 9 de mayo de 2025   | Disco compacto             | Sony Music   | [ 68 ] |